# Jung und unschuldig
Jung und unschuldig (Young and Innocent) ist ein britischer Kriminalfilm des Regisseurs Alfred Hitchcock aus dem Jahr 1937 mit Nova Pilbeam und Derrick De Marney in den Hauptrollen.

## Handlung
Der Filmstar Christine Clay wird, nachdem sie einen Streit mit ihrem Ex-Mann Guy gehabt hat, am Strand tot aufgefunden – und zwar von ihrem Bekannten Robert Tisdall. Dieser läuft davon, um Hilfe zu holen, und wird dabei von zwei Frauen beobachtet, die der Polizei dann erzählen, er sei vom Tatort weggerannt. Die Polizei verdächtigt Robert prompt, Clay mit dem Gürtel seines Mantels erwürgt zu haben. In der Presse findet ebenfalls eine Vorverurteilung statt. Robert kann seine Unschuld jedoch nicht beweisen, weil ihm sein eigener Mantel zuvor gestohlen worden ist. Die Polizei versucht ihm bei der Befragung Antworten in den Mund zu legen. Er flieht aus dem Gerichtsgebäude und versucht dabei, die Tochter des Polizeidirektors, Erica Burgoyne, als Verbündete zu gewinnen.
Nachdem er sich in Ericas Fahrzeug geschlichen hat, setzt sie ihn zunächst in einem verlassenen Landhaus aus. Dann bekommt sie aber doch Mitleid und versorgt ihn mit Lebensmitteln. Robert überzeugt sie von seiner Unschuld und versucht gleichzeitig, eine Liebesbeziehung mit ihr aufzubauen. Ihre gemeinsame Flucht im Auto führt sie über Umwege zu Old Will, der den Mantel besitzt – jedoch ohne Gürtel. Old Will ist ein Obdachloser, dem der Mantel geschenkt wurde. Er erinnert sich noch daran, dass der Schenker permanent mit den Augen blinzelte. Erica wird inzwischen von der Polizei gefasst, doch ihr Vater lässt sie frei. Er tritt von seinem Amt als Chief Constable zurück. Erica macht sich mit Old Will auf die Suche nach dem Gürtel.
Eine Spur führt sie zum „Grand Hotel“, wo sie den Mörder vermuten. Das Einzige, was sie über ihn wissen, ist, dass er unablässig mit den Augen blinzelt. Der gesuchte Mann spielt tatsächlich in einer Band im Ballsaal des Hotels. Er merkt, dass sie ihm auf der Spur sind, versucht sein Blinzeln verzweifelt zu stoppen und erleidet schließlich einen Nervenzusammenbruch, woraufhin er den Mord gesteht. Es ist Guy, der Ex-Mann der Ermordeten. Erica stellt Robert ihrem Vater vor, der einsieht, dass er den jungen Mann wohl zum Abendessen einladen muss.

## Hintergrund
Hitchcocks Frühwerk Jung und unschuldig, das ansatzweise auf dem Roman A Shilling for Candles von Josephine Tey basiert, reiht sich gut in die britischen Filme jener Schaffensphase vor 1939 ein, auch wenn es nie allzu große Bekanntheit erlangt hat. Viele Details weisen bereits darauf hin, wie sich Hitchcocks Stil weiterentwickeln würde. So ist der Film mit Humor und mehrdeutigen Szenen gespickt und zeugt auch von einem sehr geschickten Spannungsaufbau. Das Motiv des unschuldig Verfolgten kommt in mehreren späteren Filmen Hitchcocks wieder vor.
Außergewöhnlich ist vor allem die lange Einstellung im „Grand Hotel“, die zuerst als Totale über das Geschehen im Saal schweift, dann mittels Kamerakran auf die spielende Band geht und immer stärker auf die Augen des Schlagzeugers vergrößert, die letztlich anfangen zu blinzeln. Diese Kamerafahrt beginnt bei einer Entfernung von 145 Fuß (ca. 44,2 m) und endet vier Zoll (ca. 10,2 cm) vor den Augen. Die Einstellung wurde innerhalb von zwei Tagen gedreht und erinnert in ihrer Gestaltung an eine ähnliche Szene aus Hitchcocks späterem Spielfilm Berüchtigt, die mit der Aufnahme einer Partygesellschaft beginnt und mit der Nahaufnahme eines Schlüssels endet. Bemerkenswert ist auch das in Jung und unschuldig gespielte Lied, das vom „drummer man“ (Schlagzeuger) handelt, und damit auf den Mörder verweist.
In einer humoristischen Szene geraten die beiden „Helden“ auf ihrer Flucht mitten in eine Kindergeburtstagsparty und müssen notgedrungen alle Albernheiten über sich ergehen lassen, um sich nicht zu verraten. Diese für den Spannungsaufbau wichtige Szene wurde in der US-Version entfernt.
In den USA lief der Film unter dem Titel The Girl Was Young.
Trotz ungewöhnlich vieler Hitchcock-Filme, die mehrfach deutsch synchronisiert wurden, ist dieser der einzige, zu dem eine eigene DDR-Synchronfassung existiert.
Im deutschen Fernsehen war der Film erstmals am 28. November 1978 im ZDF zu sehen.

## Cameo
Hitchcock steht nach etwa 14 Filmminuten mit Fotoapparat am Eingang des Justizgebäudes.

## Kritiken
„Spannender, sehr humorvoller Kriminalfilm, der Hitchcock bereits auf der Höhe seines Könnens zeigt.“

„Alles in allem mag der Film ein zurückhaltender Hitchcock sein, hat aber den gewissen Touch. Er war nicht nur der Meister des Suspense, und Jung und unschuldig bewies, dass sein Talent für die sparsame und temporeiche Thrillerkomödie einzigartig war. In Wirklichkeit ist es nach wie vor unerreicht.“

„Der Film hat eine lockerere Stimmung als die meisten Thriller von Hitchcock davor, was zum Teil dem Charme des Hauptdarstellers Derrick De Marney verdanken ist, und nimmt die erfolgreiche Prise Komödie und Suspense, die in Eine Dame verschwindet enthalten ist, vorweg.“

## Synchronisation
Die deutsche Synchronisation wurde 1975 von der Arena Synchron Berlin erstellt. Für Buch und Dialogregie zeichnete Kurt Eugen Ludwig verantwortlich. Die DDR-Fassung wurde 1984 von der DEFA Studio für Synchronisation in Ost-Berlin nach dem Dialogbuch von Willi Lindner und unter der Dialogregie von Hasso Zorn produziert.
| Rolle                     | Darsteller        | Deutsche Stimme (ZDF)   | Deutsche Stimme (DFF) |
| ------------------------- | ----------------- | ----------------------- | --------------------- |
| Erica Burgoyne            | Nova Pilbeam      | Philine Peters-Arnolds  | Katarina Tomaschewsky |
| Robert Tisdall            | Derrick De Marney | Norbert Langer          | Joachim Siebenschuh   |
| Colonel Burgoyne          | Percy Marmont     | Eric Vaessen            | Klaus Glowalla        |
| Old Will                  | Edward Rigby      | Arnold Marquis          | Johannes Knittel      |
| Ericas Tante Margaret     | Mary Clare        | Inge Landgut            | Brigitte Krause       |
| Detective Inspector Kent  | John Longden      | Claus Jurichs           | Hans-Dieter Lange     |
| Guy                       | George Curzon     | Edgar Ott               | Karl Sturm            |
| Ericas Onkel Basil        | Basil Radford     | Lothar Blumhagen        | Wolfgang Lohse        |
| Christine                 | Pamela Carme      | Almut Eggert            | Roswitha Hirsch       |
| Detective Sergeant Miller | George Merritt    | Gerd Duwner             | Hans-Joachim Hanisch  |
| Rechtsanwalt Mr. Briggs   | J. H. Roberts     | Friedrich W. Bauschulte | Klaus Mertens         |
| Police Sergeant           | H. F. Maltby      | Heinz Theo Branding     | Hans-Robert Wille     |